# バーンマイ駅
バーンマイ駅（バーンマイえき、タイ語:สถานีรถไฟบ้านใหม่ ）は、タイ王国北部ピッサヌローク県ムアンピッサヌローク郡にある、タイ国有鉄道北本線の駅である。

## 概要
バーンマイ駅は、タイ王国北部ピッサヌローク県の県庁所在地であり、人口28万人が暮らすムアンピッサヌローク郡にある。駅の正面側は西向きであり、ナーン川が駅正面側50m程の所を流れている。当駅は首都バンコクから375.31km地点にあり、普通列車利用で8時間10分程度である。 
三等駅であり1日当たり7列車（バンコク方面4列車、チエンマイ方面3列車）が発着し全て普通列車である。また当駅を含むロッブリー駅より終点チエンマイ駅までは、単線区間である。

## 歴史
1908年1月24日にチエンマイを目指し延伸工事を行っていた北本線は、パークナムポー駅より当駅を含むピッサヌローク駅までの区間が完成し、それに伴い当駅も開業した。
- 1908年1月24日 【開業】パークナムポー駅 - ピッサヌローク駅 (138.66km)

## 駅構造
単式1面のホーム1面1線をもつ地上駅であり、駅舎はホームに面している。